# 普雷莫洛
普雷莫洛（義大利語：Premolo），是意大利贝加莫省的一个市镇。总面积18平方公里，人口1152人，人口密度64.0人/平方公里（2009年）。国家统计（ISTAT）代码为016175。